# Unitats de Resistència de Sinjar
Les Unitats de Resistència de Sinjar (kurd: Yekîneyên Berxwedana Şengalê, sigla YBŞ) és una milícia iazidita formada a l'Iraq el 2007 per protegir la comunitat iazidita a l'Iraq i al Kurdistan iraquià com a conseqüència dels atacs rebuts a les àrees on son majoria el 2007. És la segona milícia iazidita més gran, després de la Força de Protecció de Sinjar (HPS), tot i que és molt més activa que en la lluita contra Estat Islàmic.
Juntament amb la seva branca femenina, les Unitats Femenines d'Êzîdxan (YJÊ) i les HPS, a l'octubre de 2015 es va fundar una estructura de comandament conjunta anomenada Aliança Sinjar.

## Història
Les Unitats de Resistència de Sinjar van participar durant l'agost de 2014 en l'ofensiva al nord de l'Iraq, matant a almenys 22 combatents jihadistes d'Estat Islàmic (EI) i destruint 5 vehicles blindats a les proximitats de les muntanyes de Sinjar.
Centenars de iazidites van rebre entrenament militar de les mans de les kurdes Unitats de Protecció Popular (YPG) en una base militar a la ciutat de Qamixli, Síria, abans de ser enviats de nou a primera línia de foc al Sinjar. Llavors, les forces van canviar-se el nom per passar a autoanomenar-se "Unitats de Resistència de Sinjar".
El Comandant Sheikh Khairy Khedr va morir en acció durant els enfrontaments d'octubre de 2014 a Sinjar.
Des de l'abandonament dels Peixmerga a Sinjar durant les ofensives de la milícia gihadista per prendre'n el control, les tensions entre ambdós grups van anar en augment, degut principalment al ressentiment de les milícies iazidites i a la desconfiança creada arran dels esdeveniments posteriors. Fins que les milícies del Partit dels Treballadors del Kurdistan (PKK) no van intervenir, l'Estat Islàmic va propiciar una matança sobre la població iazidita a la zona que ha creat tensions afegides a la situació.
A l'octubre de 2015, les YBS van participar en la fundació de l'Aliança Sinjar com una estructura de comandament conjunta de tots els iazidites. A més del la seva milícia femenina, les Unitats Femenines d'Êzîdxan, altres forces iazidites, fins i tot les Força de Protecció de Sinjar (HPS), aliades dels Peixmerga i del govern autònom del Kurdistan iraquià, van voler integrar-se en aquesta formació paraigües.
Sota el comandament de l'Aliança Sinjar, les Unitats de Resistència de Sinjar van participar durant el novembre de l'any 2015 en l'ofensiva a Sinjar.